# Mite

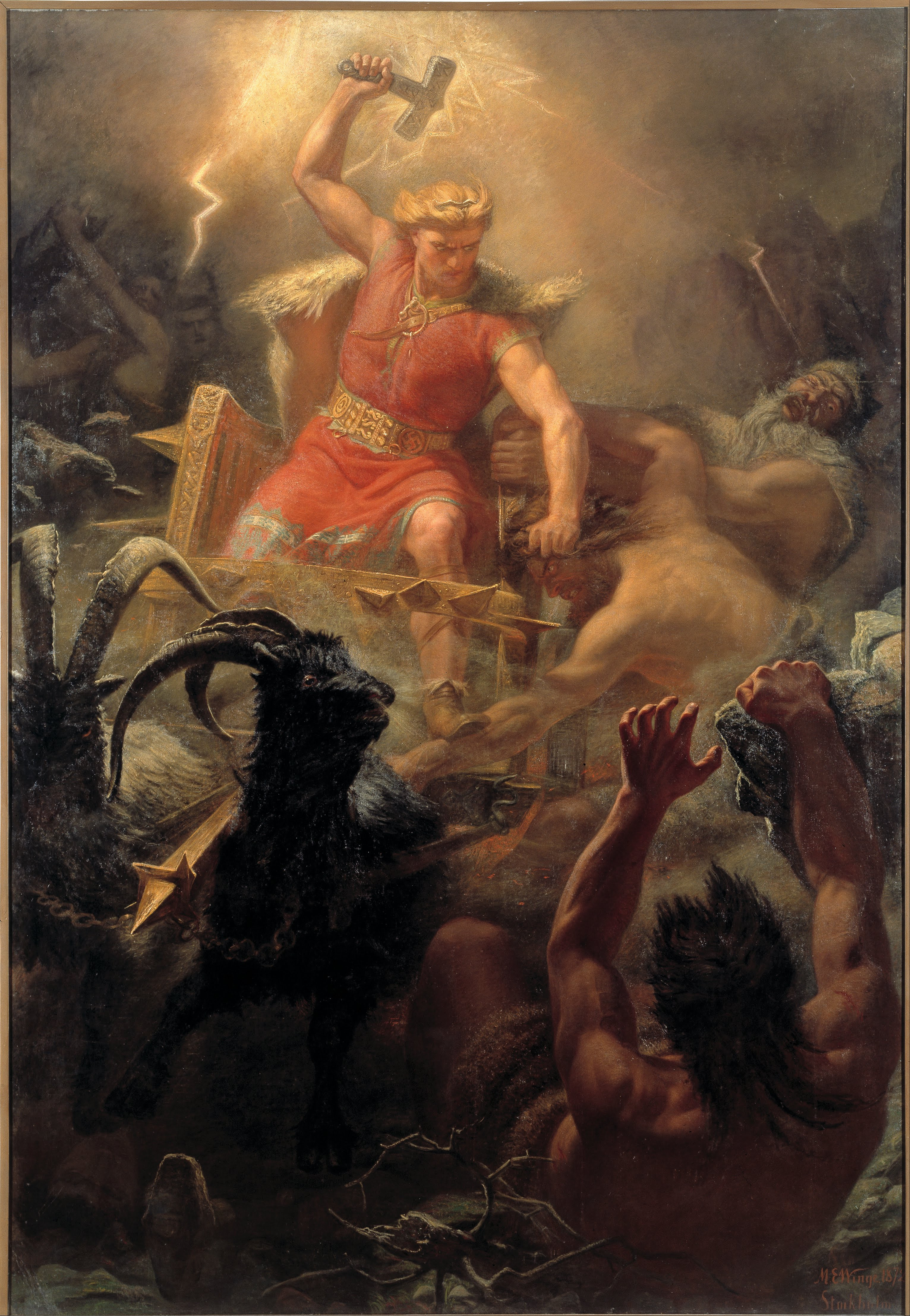
El déu Thor, dels vikings, en la batalla contra els gegants. Pintura de Mårten Eskil Winge (1872).

Un mite (del grec μῦθος, mythos, «relat», «conte») és un relat tradicional que es refereix a esdeveniments prodigiosos, com per exemple el mite del minotaure. Són protagonitzats per éssers sobrenaturals o extraordinaris, tals com déus, semidéus, herois, monstres o personatges fantàstics, els quals busquen donar una explicació a un fet o fenomen.

## Descripció general
Els mites formen part del sistema de creences d'una cultura o d'una comunitat, la qual els considera històries veritables.
Al conjunt dels mites d'una cultura se li denomina mitologia. Com més gran el nombre de mites i major complexitat té una mitologia, major és el desenvolupament de les creences d'una comunitat. La mitologia sustenta la cosmovisió d'un poble.
Des que en l'Antiguitat grecollatina les explicacions filosòfiques i científiques van entrar en competència amb les mítiques, la paraula mite es va carregar en certs contextos d'un valor pejoratiu, arribant a utilitzar-se de forma laxa com a sinònim de faula, creença estesa però falsa, per exemple, la societat sense classes és un mite comunista, o la mà invisible del mercat és un mite liberal. També és comú l'ús una miqueta lax de mite i mític (o llegenda i llegendari) per referir-se a personatges històrics o contemporanis (o fins i tot a productes comercials) carregats de prestigi i glamur: Charlot és un mite del cinema mut; els Beatles són un grup mític.

### Característiques
Segons Mircea Eliade, el mite és una història sagrada que narra un esdeveniment succeït durant un temps primigeni, en el qual el món no tenia encara la seva forma actual. Els esdeveniments de la naturalesa que es repeteixen periòdicament s'expliquen com a conseqüència dels successos narrats en el mite (per exemple, en la mitologia grega el cicle de les estacions s'explica a partir del rapte de Persèfone). No obstant això, no tots els mites es refereixen a un temps "primer", també poden tractar de successos esdevinguts després de l'origen, però que destaquen per la seva importància i pels canvis que van portar al món.
Segons la visió de Claude Lévi-Strauss, antropòleg estructuralista, tot mite té tres característiques:
- Tracta d'una pregunta existencial, referent a la creació de la Terra, la mort, el naixement o similars.
- Està constituït per contraris irreconciliables: creació contra destrucció, vida enfront de mort, déus contra homes, o el bé contra el mal.
- Proporciona la reconciliació d'aquests pols a fi de conjurar la nostra angoixa.

### Funció del mite
Les funcions dels mites són múltiples. No obstant això, en general, es pot acceptar tres funcions essencials: explicativa, de significat i pragmàtica. La funció explicativa es refereix al fet que els mites expliquen, justifiquen o desenvolupen l'origen, raó d'ésser i causa d'algun aspecte de la vida social o individual, per exemple, el mite grec que narra com es va originar el món del "Caos" o el Gènesi que comenta el naixement de la dona de la costella d'un home. La funció pragmàtica del mite implica que els mites són la base de certes estructures socials i accions, així, un mite pot marcar una línia genealògica i determinar qui pot governar o no. Gràcies a aquesta funció, els mites especifiquen i justifiquen per què una situació és d'una manera determinada i no d'una altra. La funció de significat es refereix al fet que els mites no són solament històries que donen explicacions o justificacions polítiques, també atorguen un consol, objectiu de vida o calma als individus, incloent-hi mites que parlen de la mort, el sofriment o la victòria. Per tant, els mites no són històries allunyades de la persona, sinó que funcionen com un agafador existencial, un motiu, d'acord amb el psicoanalista nord-americà, Rollo May. Les tres funcions se solen combinar de manera constant.

## Tipus de mites
Es distingeixen diverses classes de mites:
- Mites cosmogònics: Intenten explicar la creació del món. Són els més universalment estesos i dels quals existeix major quantitat. Sovint, se situa l'origen de la terra en un oceà primigeni. De vegades, una raça de gegants, com els titans, exerceixen una funció determinant en aquesta creació; en aquest cas, tals gegants, que solen ser semidéus, constitueixen la primera població de la terra.
- Mites teogònics: Relaten l'origen dels déus. Per exemple, Atenea sorgeix armada del cap de Zeus.
- Mites antropogènics: Narren l'aparició de l'ésser humà, qui pot ser creat a partir de qualsevol matèria, viva (una planta, un animal) o inert (pols, llot, argila, etc.). Els déus li ensenyen a viure sobre la terra. Normalment estan vinculats als mites cosmogònics.
- Mites etimològics: Expliquen l'origen dels éssers, les coses, les tècniques i les institucions.
- Mites morals: Expliquen l'existència del ben i del mal.
- Mites fundacionals: Expliquen com es van fundar les ciutats per voluntat de déus. Un exemple és el de la fundació de Roma per dos bessons, Ròmul i Remo, que van ser alletats per una lloba.
- Mites escatològics: Anuncien el futur, la fi del món. Segueixen tenint àmplia audiència. Aquests mites comprenen dues classes principals, segons l'element que provoqui la destrucció del món: l'aigua o el foc. Sovint estan vinculats a l'astrologia. La proximitat de la fi s'anuncia per una major freqüència d'eclipsis, terratrèmols, i tota classe de catàstrofes naturals que espanten als humans. El clàssic exemple és el 'Apocalipsi', considerat com a tal per Bertrand Russell.[1]

## Diferència entre el mite i un altres tipus de narracions
Sovint se sol confondre el mite amb un altre tipus de narracions com els contes, rondalles o llegendes. No obstant això, no són iguals.
Hi ha diverses diferències entre el mite i el conte popular: mentre que els contes es presenten com a ficcions, els mites es plantegen com a històries veritables. Varia també la funció: el mite és essencialment etiològic (aclareix com es va arribar a una determinada situació; per què el mar és salat o l'home és mortal, per exemple), mentre que el conte popular transmet valors (val més cap que força, el bé sempre té la seva recompensa, el culpable sempre és descobert, etc.). A més, la trama dels contes sol ser senzilla, mentre que els mites formen part d'un entramat complex, en el qual cada història està relacionada amb les altres per la recurrència de personatges, llocs, etc. (així, per exemple, la història de Jàson està relacionada amb els mites sobre Hèracles, en ser aquest un dels Argonautes).
Les rondalles es diferencien dels mites pels personatges (els de les rondalles són animals de conducta humana; els dels mites, déus, herois i monstres) i per la seva funció (les rondalles contenen un missatge moral, que sol aparèixer recollit al final de les mateixes en forma de moralitat, mentre que els mites són etiològics).
Quant a les llegendes, es presenten, igual que els mites, com a històries veritables i tenen sovint una funció etiològica (serveixen, per exemple, per explicar com un llinatge va aconseguir el poder, sustentant així la seva legitimitat política); no obstant això, a diferència dels mites, succeeixen en un temps real, històric, en llocs recognoscibles per l'oïdor o lector i sovint amb protagonistes reals (cf. les llegendes sobre Carlemany o el Cid).